# ليستير ليونيل وولف
ليستير ليونيل وولف (بالإنجليزية: Lester L. Wolff)‏ هو سياسي أمريكي، ولد في 4 يناير 1919 في نيويورك في الولايات المتحدة. حزبياً، نشط في الحزب الديمقراطي. وقد انتخب عضو مجلس النواب الأمريكي.